# Möbelfabrik Oldenburg

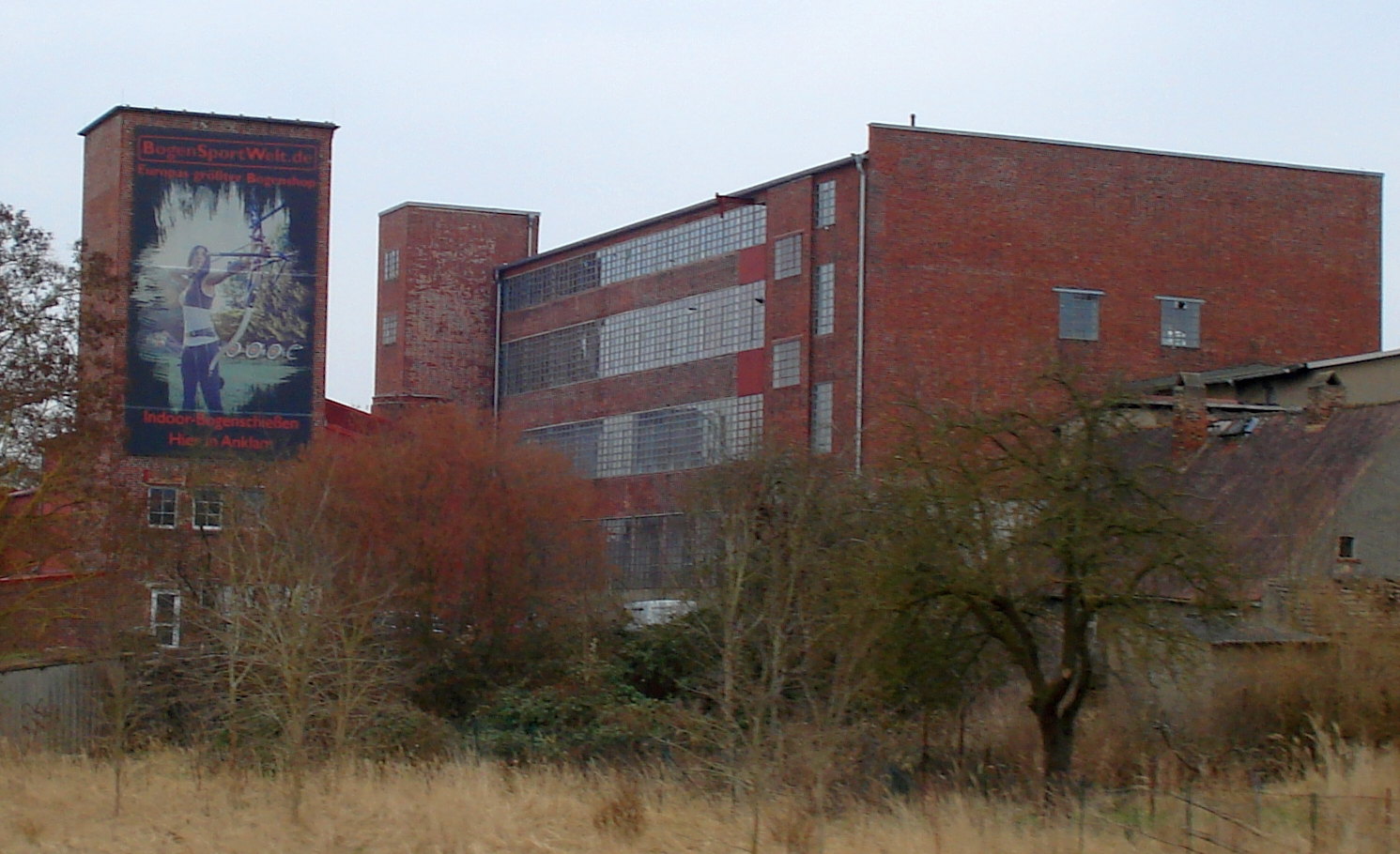
Ansicht der Möbelfabrik Oldenburg von der Umgehungsstraße (2021)

Die Möbelfabrik Oldenburg in Anklam war zwischen den Weltkriegen die größte Möbelfabrik Norddeutschlands und der größte Arbeitgeber der Hansestadt. Die Firma Oldenburg beschäftigte in Spitzenzeiten rund 300 Arbeiter.
Das Gebäude steht unter Denkmalschutz.

## Geschichte
Wilhelm Oldenburg (1856–1918) war der Sohn eines Landwirtes aus Brenkenhof im Kreis Anklam. Auf Wunsch seiner Eltern hatte er Sattler und Tapezierer gelernt, obwohl ihn eher das Tischlerhandwerk reizte. Nach seiner Lehrzeit, den Wanderjahren und der Militärzeit beim 1. Garde-Regiment zu Fuß in Potsdam übernahm er im Frühjahr 1881 das Anklamer Möbel-, Spiegel- und Polsterwarengeschäft C. Heyden in der Keilstraße 178.

### Gründerzeit
Mit einer Anzeige in der Anklamer Zeitung vom 29. April 1881 wurde der Verkauf von C. Heyden an Wilhelm Oldenburg bekanntgegeben. In der angeschlossenen Werkstatt wurden anfänglich weiterhin Polsterwaren und Möbel auf traditionelle Weise hergestellt, doch Oldenburg setzte schnell auf eine maschinelle Fertigung, was ein erhöhtes Herstellungstempo möglich machte. Zunächst wurde ein von Pferden getriebenes Göpelwerk für den Antrieb benutzt. Als die Nachfrage wuchs, musste die Produktion weiter gesteigert werden und ein Gasmotor kam zum Einsatz. In den 1890er Jahren beschäftigte er bereits 20 Arbeiter.
Um die Jahrhundertwende wurden die Räumlichkeiten in der Keilstraße zu klein. Oldenburg verkaufte das Geschäft an den Tapeziermeister Georg Krabbe und ließ auf neuerworbenem Land in der Demminer Straße eine moderne Möbelfabrik errichten. In dem dreistöckigen Fabrikgebäude mit 400 Quadratmetern Nutzfläche waren bald 80 Arbeiter beschäftigt. Für den Antrieb wurde ein Lokomobil von 18 PS gekauft, das 1905 durch eine doppelt so starke Lokomobile ersetzt wurde.
Da die Möbel möglichst preiswert abgegeben werden sollten, wurden auch die Löhne niedrig gehalten. Darum kam es 1905 zu einem Lohnstreik. Daraufhin stellte Oldenburgs Werkmeister schnell neue Tischler ein, sodass die Produktion weitergehen konnte. Als Oldenburg seine alten Tischler nach drei Wochen Streik wieder einstellen wollte, riet ihm sein Werkmeister davon ab. Daraufhin schlossen sich kurzerhand zehn Tischlergesellen zusammen und gründeten die Möbelfabrik Greif auf dem Peendamm.
1912 kam ein zweites Fabrikgebäude hinzu mit zum Teil amerikanischen Holzbearbeitungsmaschinen mit Füge-, Ziehkling-, Schleif- und Leimauftrag-Vorrichtungen. Der Betrieb wurde auf doppelte Produktion eingestellt, vor allem Büffets und Schreibtische fanden reißenden Absatz. 
Der Ausbruch des Ersten Weltkriegs hemmte die Produktion, der größte Teil der Belegschaft wurde eingezogen. Mit alten Arbeitern, Kriegsinvaliden und Frauen konnte die Produktion bis zum Kriegsende aufrechterhalten werden.

### Weimarer Republik

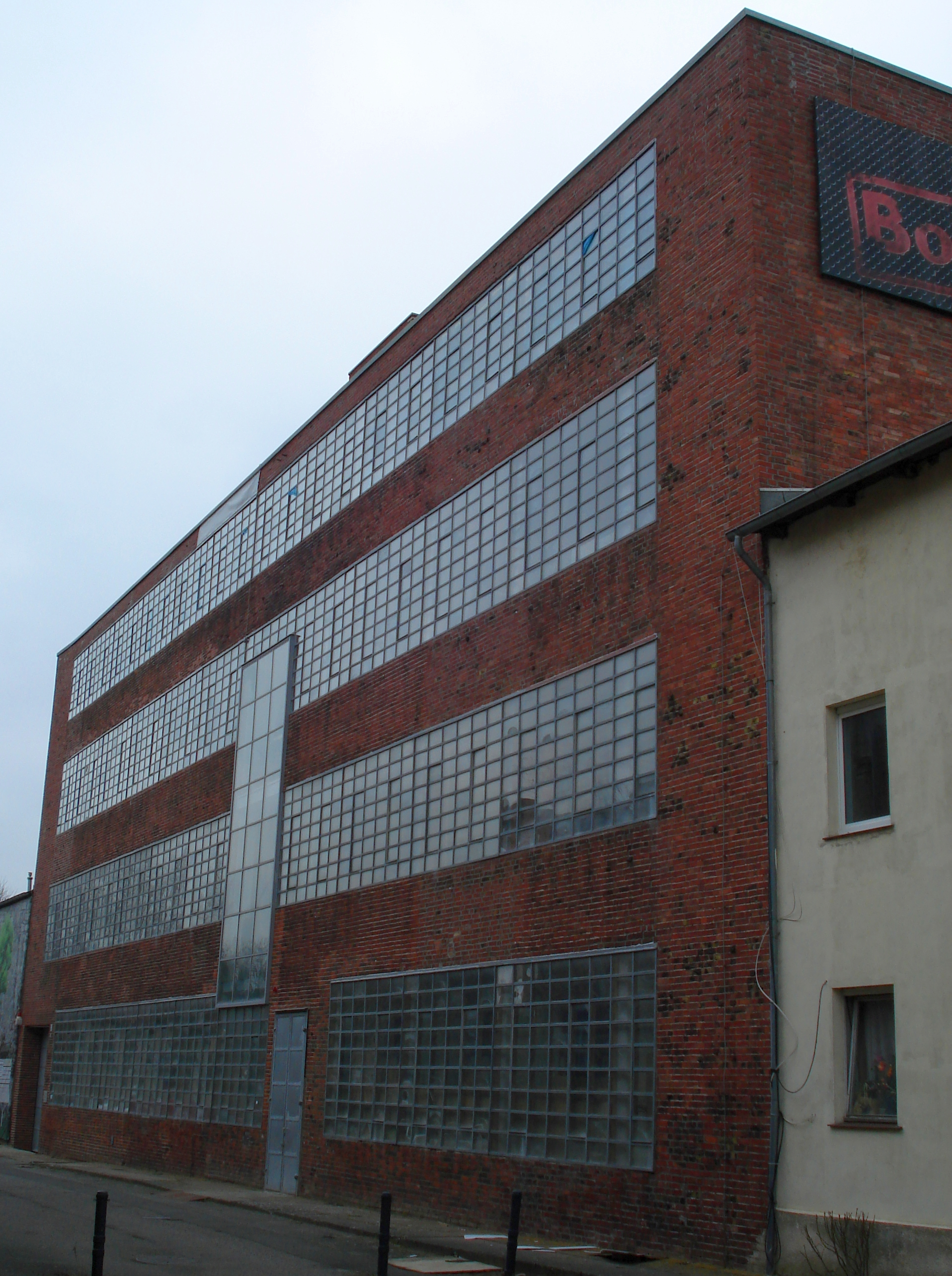
Fabrikneubau im Stil der Neuen Sachlichkeit, Ansicht vom Hof (2021)

Ende 1918 starb Wilhelm Oldenburg an der Spanischen Grippe. Erben waren seine Kinder Werner und Charlotte mit Ehemann Max Kujath, der nun persönlich haftender Gesellschafter einer neu gegründeten offenen Handelsgesellschaft (OHG) wurde. Der Kaufmann Max Kujath hatte bereits seit 1906 die kaufmännische Abteilung bei Oldenburg geleitet. Die kriegsbedingte Mangelproduktion wurde von Kiefer wieder auf „Herren- und Speisezimmer“ aus Eiche umgestellt.
1929, im Jahr der Weltwirtschaftskrise, wurden trotz rückgängiger Konjunktur ein neues Fabrikgebäude für „arbeitersparende Maschinen“ sowie drei Wohnhäuser für je vier Familien errichtet. Schon im Jahr darauf konnte der kubische Klinkerbau in den Maßen 40 × 20 Meter der Nutzung übergeben werden. Architekt des vierstöckigen Fabrikgebäudes im funktionalistischen Bauhausstil mit großen lichtdurchfluteten Fenstern und modernem Flachdach war Heuck-Stettin. Zum Neubau gehörten eine Zurichtehalle, ein Trockenraum und ein Kesselhaus, in dem Späne und andere Holzabfälle zur Energiegewinnung verfeuert wurden.
Während zuvor in der benachbarten Hafenstadt Lassan Möbel produziert wurden und Anklam sie vertrieb, haben sich diese regionalen Verhältnisse durch die Möbelwerke Oldenburg völlig verändert. Die Oldenburgische Möbelfabrik war inzwischen die größte zwischen Elbe und Oder einschließlich von Stettin geworden. Bis 1932 erhöhte sich die Zahl der Beschäftigten auf über 300.

### Nationalsozialismus
Nach der Machtübernahme der Nationalsozialisten 1933 wurde die Möbelfabrik Oldenburg allmählich in die Rüstungs- und Kriegsproduktion einbezogen. Mit Hilfe von Zwangsarbeitern wurden Holz-Propeller für die Luftfahrt gebaut.

### DDR
Im Mai 1948 wurde die Familie Oldenburg enteignet und der Betrieb in Volkseigentum überführt. Die Sowjetunion erteilte den ersten Auftrag: Bau von mehreren tausend Fenstern für die Lomonossow-Universität in Moskau. Dann wurde die Produktion der Tradition entsprechend mit Wohnzimmern aufgenommen.
Die VEB Möbelwerke ›Wilhelm Pieck‹ in Anklam gehörten zur Vereinigung Volkseigener Betriebe (VVB) und produzierten vorrangig für den Export. Sozialistische „Bruderländer“ wie die Volksrepublik Polen, die Ungarische Volksrepublik und die Sowjetunion waren die ersten Exportkunden.

### Bundesrepublik
Bis zum Sommer 2011 wurde der Fabrikneubau von 1929 mit seinen großen Fensterflächen von der Grafik-Design-Schule Anklam genutzt. Die private Berufsschule unter der Leitung von Diplom-Designerin Simone Waßermann verlegte ihren Sitz jedoch aufgrund einer gewünschten Nähe zur Universität nach Greifswald. Der Umzug fand im Juli 2011 statt.